# Garth Greenwell
Garth Greenwell (né le 19 mars 1978) est un poète, auteur, critique littéraire et professeur américain. En France, deux de ses romans ont été traduits : Ce qui t'appartient (2018), et Pureté (2021).
En 2013, Greenwell est retourné aux États-Unis après avoir vécu en Bulgarie pour assister à l' atelier des écrivains de l'Université de l'Iowa en tant que boursier en arts.

## Jeunesse
Garth Greenwell est né à Louisville, Kentucky, le 19 mars 1978 et est diplômé de l' Interlochen Arts Academy à Interlochen, Michigan, en 1996. Il a étudié à l' Eastman School of Music et a obtenu un baccalauréat en littérature avec une mineure en études lesbiennes et gays de l'Université d'État de New York à Purchase en 2001, où il a été rédacteur en chef pour In Posse Review et a reçu le 2000 Prix de poésie Grolier,. Il a obtenu sa maîtrise en beaux-arts de l'Université de Washington à Saint-Louis, une maîtrise en littérature anglaise et américaine de l'Université de Harvard, et a également commencé un doctorat cours là-bas.

## Carrière
Greenwell a enseigné l'anglais à Greenhills, une école secondaire privée à Ann Arbor, Michigan, et à l'American College of Sofia en Bulgarie ; l'école est réputée pour être la plus ancienne institution éducative américaine en dehors des États-Unis. Ses nombreuses critiques de livres dans la revue littéraire West Branch se sont transformées en une chronique annuelle intitulée « To a Green Thought: Garth Greenwell on Poetry »,,.
La première nouvelle de Greenwell, Mitko (non traduit en France), a remporté le prix Novella de Miami University Press  et a été finaliste pour le prix Edmund White Debut Fiction ainsi que pour le prix Lambda. Son travail est apparu dans Yale Review, Boston Review, Salmagundi, Michigan Quarterly Review, et Poetry International, entre autres.
Son premier roman, Ce qui t'appartient (What Belongs to You), a été qualifié de « premier grand roman de 2016 » par Publishers Weekly .  Son deuxième roman, Pureté (Cleanness), a été publié en janvier 2020 (sorti en France en janvier 2021) et bien accueilli par la critique,,.
Greenwell a reçu le prix Grolier, le prix Rella Lossy, un prix de la Dorothy Sargent Rosenberg Foundation et le prix Bechtel de la Teachers & Writers Collaborative. Il a obtenu la bourse John Atherton en poésie 2008 à la Bread Loaf Writers' Conference.

## Défense des droits des LGBT en Bulgarie
Dans son article « Of LGBT, Life and Literature », l'hebdomadaire anglophone Sofia Echo attribue aux publications de Greenwell l'attention nécessaire à l'expérience LGBT en Bulgarie et à d'autres publics anglophones à travers diverses émissions, interviews, articles de blog, et des critiques.

### Romans
- Ce qui t'appartient, Rivages, 2018, 252 p. (ISBN 9782743645212)[1]
- Pureté, Grasset, 2021, 288 p. (ISBN 9782246824091)[20]